# 南後杏子
南後 杏子（なんご きょうこ、2001年2月1日 - ）は、TBSテレビのアナウンサー。福井県福井市出身。

## 経歴
福井大学教育地域科学部附属中学校時代、理科研究の論文発表で優良賞を受賞した。同じく中学時代、卓球部に所属しており、公式戦への出場記録がある。福井県立藤島高等学校卒業後、早稲田大学法学部に進学。大学では社会保障法制度を学んだ。大学卒業後の2023年、TBSテレビにアナウンサーとして入社。研修を経て、同年8月21日に早朝枠情報番組『THE TIME,』にて同期入社の御手洗菜々とともに、アナウンサーデビューを迎えた。

## 現在の出演番組

### 地上波テレビ
- THE TIME,（月 - 水曜日進行キャスター、2023年10月 - ）
- ラヴィット!
  - 9時台後半の「JNN NEWS」キャスター
    - 金曜日担当：2023年11月 - 2023年12月
    - 木・金曜日担当：2024年1月 - 2024年3月
    - 木曜日担当：2024年4月 -
      - いずれも、本来の担当日に「JNN NEWS」以外のパート（本編）へ出演する場合には、同僚のアナウンサーが代行している。

  - 本編
    - 生中継のリポーター（2023年11月24日・12月12日）
    - コーナー企画のゲスト（2024年から不定期で出演）[6][7]
      - 実際には出演の頻度が高く、2024年8月24日（土曜日）には、スピンオフイベントの「LOVE IT! ROCK 2024」（代々木第一体育館）にも参加した[8]。

    - MC（2024年10月21日 - 25日）
      - 本来担当している田村真子（先輩アナウンサー）の年次休暇取得に伴う代行[9]。

  - ゴールデンラヴィット!（2024年12月27日） - MCチームとして参加[10]
- JNNニュース（金曜11時30分枠の担当）
- ひるおび - 13時台後半のニュースキャスター
  - 金曜日担当：2023年10月 - 2024年3月
  - 木曜日担当：2024年4月 -
- Nスタ - 「歩いて発見! すたすた中継」（TBSテレビと一部の系列局で平日の17時台に放送される生中継企画）のリポーター
  - 関東地方（TBSテレビの放送対象地域）からの中継リポートを、2023年10月11日から水曜日（または金曜日）に不定期で担当。2024年3月までは、金曜日の「すたすた中継」へ出演する場合に、当時レギュラーで務めていた午後帯の定時ニュース（前述）のキャスターを先輩のアナウンサー（赤荻歩など）が代行していた。
- OAを見た後に…語らナイト（不定期）
  - 2024年4月26日から毎週金曜日（同年10月以降は土曜日）の深夜に放送されている収録番組で、TBSテレビのアナウンサーから3人が週替わりで出演。自身の初出演は第2回（5月3日深夜放送分）で、先輩の近藤夏子・篠原梨菜と揃って登場した。
- スポーツ中継（駅伝・女子サッカー）
  - 2023年の全日本実業団対抗女子駅伝競走大会（クイーンズ駅伝）でテレビ中継のサポート（リサーチやタイム計測などの業務）へ携わったことを皮切りに、2024年のニューイヤー駅伝テレビ中継で、一部中継所からのリポーターとしてスポーツ中継にデビュー。これを機に、全日本高等学校女子サッカー選手権大会などのテレビ中継でもリポートを任されている。
- イベントGO!（不定期）

### BS放送
BS-TBSのみで放送されている番組に限って記載
- 薬丸マネー塾～人生後半お金に好かれる生き方～（2024年4月から毎月第1土曜日の18:30 - 19:00に放送）
  - 薬丸裕英の冠番組で、同期の御手洗と共に進行とロケリポートを担当。

### YouTube
- GAME × GAME powered by TBS【ガメガメ。】（不定期で動画に登場）
  - 元々は先輩アナウンサーの宇内梨沙（2025年にTBSを退職）が開設したYouTubeチャンネルだったが、2024年から現在のチャンネル名で活動。同年2月21日公開分の動画で初めてメイン出演。

## 過去の出演番組

### テレビ
- 王様のブランチ（2023年12月23日）[注 1] - 進行
- ゴゴスマ -GO GO!Smile!-（CBCテレビ制作） - ニュースキャスター
  - 金曜日担当：2023年10月 - 2024年3月
  - 木曜日担当：2024年4月 - 2024年9月
    - TBS放送センター内のニューススタジオから出演していた関係で、担当日には基本として、『ひるおび』13時台のニュースキャスターを兼務。2024年の9月をもって定時ニュースの放送枠が廃止されたため、木曜日における歴代最後のニュースキャスターになった。
- 日曜劇場『御上先生』第2話（2025年1月26日） - キャスター 役

### ラジオ
- パンサー向井の＃ふらっと（2023年8月21日） - アナウンサーとしての「初鳴き」（番組デビュー）を、9時台の「TBSニュース」で果たした。
- ジェーン・スー 生活は踊る（2025年7月30日） - 5週目レギュラー休演によるパートナー代理。当日は2025年カムチャツカ半島地震のため放送時間が12:00 - 14:00に短縮。

## その他
- 一日警察署長 牛込警察署（2025年3月16日）[11]